# Sant Nari
Sant Nari (nom oficial, en francès, Sanary-sur-Mer) és un municipi francès situat al departament del Var i a la regió de Provença – Alps – Costa Blava. L'any 1999 tenia 17.021 habitants.

## Fills il·lustres
- Ernest Blanc (1923-2010), cantant d'òpera (baríton)

## Demografia
| 1962                                       | 1968  | 1975   | 1982   | 1990   | 1999   | 2007   |
| ------------------------------------------ | ----- | ------ | ------ | ------ | ------ | ------ |
| 7.242                                      | 8.851 | 10.254 | 11.505 | 14.730 | 16.995 | 17.774 |
| Des de 1962: població sense dobles comptes |       |        |        |        |        |        |

## Administració
| Període | Identitat          | Partit |
| ------- | ------------------ | ------ |
| 2008-   | Ferdinand Bernhard | MoDem  |

## Agermanaments
- Luino
- Bad Säckingen